# Cyril Delevanti
Cyril Delevanti (Londra, 23 febbraio 1889 – Hollywood, 13 dicembre 1975) è stato un attore britannico.
Ha recitato in oltre 70 film dal 1931 al 1974 ed è apparso in oltre 70 produzioni televisive dal 1954 al 1973.

## Biografia
Cyril Delevanti nacque a Londra il 23 febbraio 1887. Era figlio di Edward Prospero Richard Delevanti (1859-1911), un professore di musica anglo-italiano, e di Mary Elizabeth Rowbotham (nata nel 1861). Iniziò la sua carriera al cinema a Hollywood agli inizi degli anni trenta e in televisione agli inizi degli anni cinquanta.
Il grande schermo lo vide interprete di diversi personaggi, prevalentemente minori, tra cui il dottor Peters in Il figlio di Dracula (1943), Roth in The Jade Mask (1945), John Adams in The Shadow Returns (1946), Junius in Schiava degli apaches (1957), Abdul in Il colosso di Bagdad (1957), Jerry in Il sentiero della vendetta (1958), Melchiorre in La più grande storia mai raccontata (1965), Tartzoff in Sinfonia di guerra (1967), Ted Baker in L'assassinio di Sister George (1968) e Talbot in Con tanti cari... cadaveri detective Stone (1974).
Per il piccolo schermo fu accreditato diverse volte. L'unico suo personaggio regolare in una serie televisiva fu quello di Lucius Coin in 26 episodi della serie Jefferson Drum (1958). Interpretò inoltre numerosi altri personaggi secondari o ruoli da guest star in molti episodi di serie televisive dagli anni cinquanta agli anni settanta, anche con ruoli diversi in più di un episodio; partecipò, tra l'altro a due episodi di Peter Gunn, quattro episodi di Lock Up, cinque episodi di Gli intoccabili, quattro episodi di Ai confini della realtà, otto episodi di Gunsmoke e quattro episodi di Polvere di stelle..
Morì a Hollywood il 13 dicembre 1975 a 86 anni per un cancro ai polmoni e fu seppellito al Forest Lawn Memorial Park di Glendale.

## Filmografia

### Cinema
- Devotion (1931)
- Un popolo muore (Arrowsmith) (1931)
- Red Barry (1938)
- Buck Rogers (1939)
- La vita di Giulio Reuter (A Dispatch from Reuter's) (1940)
- Duello mortale (Man Hunt) (1941)
- Night Monster (1942)
- Journey for Margaret (1942)
- When Johnny Comes Marching Home (1942)
- The Adventures of Smilin' Jack (1943)
- Frankenstein contro l'uomo lupo (Frankenstein Meets the Wolf Man) (1943)
- All by Myself (1943)
- Incontro all'alba (Two Tickets to London) (1943)
- Il fantasma dell'opera (Phantom of the Opera) (1943)
- Una moglie in più (Holy Matrimony) (1943)
- Il figlio di Dracula (Son of Dracula) (1943)
- Il pensionante (The Lodger) (1944)
- L'impostore (The Impostor) (1944)
- La donna fantasma (Phantom Lady) (1944)
- Her Primitive Man (1944)
- La rivincita dell'uomo invisibile (The Invisible Man's Revenge) (1944)
- Il prigioniero del terrore (Ministry of Fear) (1944)
- Arsenio Lupin (Enter Arsene Lupin) (1944)
- Double Exposure (1944)
- Jungle Queen, regia di Lewis D. Collins, Ray Taylor (1945)
- The Jade Mask (1945)
- La casa del terrore (The House of Fear) (1945)
- The Phantom of 42nd Street (1945)
- The Shanghai Cobra (1945)
- The Fatal Witness (1945)
- Scotland Yard Investigator (1945)
- Kitty, regia di Mitchell Leisen (1945)
- Questo nostro amore (This Love of Ours) (1945)
- L'agente confidenziale (Confidential Agent) (1945)
- Captain Tugboat Annie (1945)
- The Daltons Ride Again (1945)
- L'idolo cinese (Three Strangers), regia di Jean Negulesco - voce (1946)
- The Shadow Returns (1946)
- Lost City of the Jungle (1946)
- Il mistero del carillon (Dressed to Kill) (1946)
- The Mysterious Mr. M (1946)
- Il prezzo dell'inganno (Deception) (1946)
- Brivido d'amore (I'll Be Yours) (1947)
- Monsieur Verdoux (1947)
- Lo sparviero di Londra (Lured) (1947)
- Ambra (Forever Amber) (1947)
- Il valzer dell'imperatore (The Emperor Waltz) (1948)
- Luci della ribalta (Limelight) (1952)
- Operazione Normandia (D-Day the Sixth of June) (1956)
- I rivoltosi di Boston (Johnny Tremain) (1957)
- Schiava degli apaches (Trooper Hook) (1957)
- Les Girls (1957)
- La cavalcata della vendetta (Ride Out for Revenge) (1957)
- Il colosso di Bagdad (Sabu and the Magic Ring) (1957)
- Il sentiero della vendetta (Gun Fever) (1958)
- 10 in amore (Teacher's Pet) (1958)
- Cenere sotto il sole (Kings Go Forth) (1958)
- I Bury the Living (1958)
- Dalla terrazza (From the Terrace) (1960)
- Paradise Alley (1962)
- Ciao, ciao Birdie (Bye Bye Birdie) (1963)
- Chi giace nella mia bara? (Dead Ringer) (1964)
- La notte dell'iguana (The Night of the Iguana) (1964)
- Mary Poppins (1964)
- La più grande storia mai raccontata (The Greatest Story Ever Told) (1965)
- Oh Dad, Poor Dad, Mamma's Hung You in the Closet and I'm Feelin' So Sad (1967)
- Sinfonia di guerra (Counterpoint) (1967)
- L'assassinio di Sister George (The Killing of Sister George) (1968)
- Macho Callagan (Macho Callahan), regia di Bernard L. Kowalski (1970)
- Pomi d'ottone e manici di scopa (Bedknobs and Broomsticks) (1971)
- 2022: i sopravvissuti (Soylent Green) (1973)
- Con tanti cari... cadaveri detective Stone (Black Eye) (1974)

### Televisione
- I Led 3 Lives – serie TV, un episodio (1954)
- Mr. District Attorney – serie TV, un episodio (1954)
- Scienza e fantasia (Science Fiction Theatre) – serie TV, 4 episodi (1955-1957)
- You Are There – serie TV, 3 episodi (1955-1957)
- The First Mintmaster – film TV (1955)
- La pattuglia della strada (Highway Patrol) – serie TV, un episodio (1955)
- The Ford Television Theatre – serie TV, un episodio (1955)
- I segreti della metropoli (Big Town) – serie TV, un episodio (1955)
- Alfred Hitchcock presenta (Alfred Hitchcock Presents) – serie TV, 3 episodi (1956-1960)
- Gunsmoke – serie TV, 8 episodi (1956-1966)
- Il conte di Montecristo (The Count of Monte Cristo) – serie TV, un episodio (1956)
- The Adventures of Jim Bowie – serie TV, un episodio (1956)
- Sheriff of Cochise – serie TV, un episodio (1956)
- Broken Arrow – serie TV, un episodio (1956)
- Perry Mason – serie TV, 2 episodi (1957-1965)
- Adventures of Superman – serie TV, un episodio (1957)
- Boots and Saddles – serie TV, un episodio (1957)
- Suspicion – serie TV, un episodio (1958)
- Le avventure di Rin Tin Tin (The Adventures of Rin Tin Tin) – serie TV, un episodio (1958)
- Avventure in fondo al mare (Sea Hunt) – serie TV, un episodio (1958)
- Avventure in elicottero (Whirlybirds) – serie TV, un episodio (1958)
- Jefferson Drum – serie TV, 26 episodi (1958)
- Have Gun - Will Travel – serie TV, 2 episodi (1959-1960)
- Peter Gunn – serie TV, episodi 2x01-3x05 (1959-1960)
- Hudson's Bay – serie TV, un episodio (1959)
- Lux Playhouse – serie TV, un episodio (1959)
- Sheriff of Cochise – serie TV, 2 episodi (1959)
- Markham – serie TV, un episodio (1959)
- Man Without a Gun – serie TV, un episodio (1959)
- General Electric Theater – serie TV, episodio 8x01 (1959)
- Sunday Showcase – serie TV, un episodio (1959)
- Five Fingers – serie TV, un episodio (1959)
- Lock Up – serie TV, 4 episodi (1960-1961)
- Gli intoccabili (The Untouchables) – serie TV, 5 episodi (1960-1962)
- Mr. Lucky – serie TV, episodio 1x13 (1960)
- Bourbon Street Beat – serie TV, episodio 1x17 (1960)
- Alcoa Presents: One Step Beyond – serie TV, un episodio (1960)
- Dennis the Menace – serie TV, un episodio (1960)
- June Allyson Show (The DuPont Show with June Allyson) – serie TV, episodio 2x06 (1960)
- Avventure in paradiso (Adventures in Paradise) – serie TV, episodio 2x07 (1960)
- Ai confini della realtà (The Twilight Zone) – serie TV, 4 episodi (1961-1963)
- Michael Shayne – serie TV episodio 1x21 (1961)
- The Americans – serie TV, episodio 1x09 (1961)
- The Deputy – serie TV, un episodio (1961)
- Whispering Smith – serie TV, episodio 1x25 (1961)
- The Bob Cummings Show – serie TV, un episodio (1961)
- Everglades – serie TV, episodio 1x09 (1961)
- Ben Casey – serie TV, 4 episodi (1962-1965)
- Cheyenne – serie TV, un episodio (1962)
- Thriller – serie TV, episodio 2x21 (1962)
- Follow the Sun – serie TV, episodio 1x30 (1962)
- The Tall Man – serie TV, un episodio (1962)
- Carovane verso il west (Wagon Train) – serie TV, un episodio (1962)
- Hazel – serie TV, un episodio (1962)
- The Dick Van Dyke Show – serie TV, un episodio (1962)
- Il virginiano (The Virginian) – serie TV, 2 episodi (1963-1967)
- The Third Man – serie TV, un episodio (1963)
- Polvere di stelle (Bob Hope Presents the Chrysler Theatre) – serie TV, 4 episodi (1964-1966)
- Il mio amico marziano (My Favorite Martian) – serie TV, un episodio (1964)
- Il fuggiasco (The Fugitive) – serie TV, un episodio (1964)
- Slattery's People – serie TV, episodio 1x09 (1964)
- Gli uomini della prateria (Rawhide) – serie TV, episodio 7x10 (1964)
- Profiles in Courage – serie TV, un episodio (1965)
- Daniel Boone – serie TV, un episodio (1965)
- I giorni di Bryan (Run for Your Life) - serie TV, episodio 1x07 (1965)
- Viaggio in fondo al mare (Voyage to the Bottom of the Sea) – serie TV, un episodio (1965)
- Missione Impossibile (Mission: Impossible) – serie TV, 2 episodi (1966)
- Il ladro (T.H.E. Cat) – serie TV, un episodio (1966)
- Le spie (I Spy) – serie TV, episodio 2x21 (1967)
- Due avvocati nel West (Dundee and the Culhane) – serie TV, un episodio (1967)
- Ironside – serie TV, un episodio (1967)
- Operazione ladro (It Takes a Thief) – serie TV, un episodio (1969)
- Dragnet 1967 – serie TV, un episodio (1969)
- The Governor & J.J. – serie TV, un episodio (1969)
- F.B.I. (The F.B.I.) – serie TV, un episodio (1969)
- Il rifugio del corvo (Crowhaven Farm) – film TV (1970)
- Love, American Style – serie TV, 2 episodi (1972-1973)
- Mistero in galleria (Night Gallery) – serie TV, un episodio (1972)
- The Girl Most Likely to... – film TV (1973)

## Doppiatori italiani
- Amilcare Pettinelli in Luci della ribalta, Ai confini della realtà (ep. 2x16)
- Mario Corte in I rivoltosi di Boston
- Lauro Gazzolo in La notte dell'iguana
- Leo Garavaglia in Mary Poppins